# Lepilemur
Lepilemur es un género de mamíferos lémur pertenecientes a la familia Lepilemuridae, conocidos en inglés como sportive lemurs y en castellano como lémures saltadores. Como todos los lémures, son endémicos de la isla de Madagascar.

## Especies
- Género Lepilemur
  - Lepilemur aeeclis[3]
  - Lepilemur ahmansonorum[4]
  - Lepilemur ankaranensis
  - Lepilemur betsileo[4]
  - Lepilemur dorsalis
  - Lepilemur edwardsi
  - Lepilemur fleuretae[4]
  - Lepilemur grewcockorum[4]
  - Lepilemur hollandorum[5]
  - Lepilemur hubbardorum[4]
  - Lepilemur jamesorum[4]
  - Lepilemur leucopus
  - Lepilemur microdon
  - Lepilemur milanoii[4]
  - Lepilemur mustelinus
  - Lepilemur otto[6]
  - Lepilemur petteri[4]
  - Lepilemur randrianasoloi[3]
  - Lepilemur ruficaudatus
  - Lepilemur sahamalazensis[3]
  - Lepilemur scottorum[7]
  - Lepilemur seali[4]
  - Lepilemur septentrionalis
  - Lepilemur tymerlachsonorum[4]
  - Lepilemur wrightae[4]

## Zona de distribución
Se distribuyen por la isla en territorios pequeños. Los territorios son independientes unos de otros, en su gran mayoría.